# Cyphastrea ocellina
Espèce
Statut CITES
Cyphastrea ocellina est une espèce de coraux appartenant à la famille des Faviidae ou à la famille Merulinidae.